# Афанасьев, Александр Александрович
Алекса́ндр Алекса́ндрович Афана́сьев (28 марта [10 апреля] 1903, Рыбинск, Ярославская губерния — 3 мая 1991, Москва) — советский государственный деятель, руководитель морского транспорта СССР.

## Биография
Родился в Рыбинске в семье кузнеца.
С 1918 года матрос Балтийского флота, с 1921 года рулевой малого парохода «Десна» Балтийского флота. С 1924 года штурман Балтийского морского пароходства. В 1926 году окончил Ленинградское высшее морское училище (вечернее отделение).
С 1929 года капитан дальнего плавания на судах «Ильмень», «Сибирь», «Свирь», «Рошаль» Дальневосточного пароходства.
- С 1939 года член ВКП(б).
- С января 1940 года начальник Дальневосточного морского пароходства.
- С августа 1942 года заместитель Наркома морского флота СССР.
- С августа 1946 года начальник Главного управления Северного морского пути при Совете Министров СССР.
- С 30 марта 1948 года — Министр морского флота СССР.

26 апреля 1948 года арестован.
- 14 мая 1949 года осуждён Особым Совещанием при Министерстве государственной безопасности СССР к 20 годам исправительно-трудовых лагерей по ст. 58-1 «а», 58-11 УК РСФСР.
- Указом Президиума Верховного Совета СССР от 16 апреля 1952 года освобождён от наказания досрочно.

С мая 1952 года начальник порта Дудинка в Красноярском крае.
Полностью реабилитирован Военной коллегией Верховного суда СССР 30 января 1954 года.
- С сентября 1954 года начальник портового хозяйства — член коллегии Министерства морского флота СССР.
- С сентября 1955 года заместитель Министра морского флота СССР.
- С марта 1957 года начальник Главного управления Северного морского пути — заместитель Министра морского флота СССР.
- С апреля 1964 года начальник Главного управления мореплавания Министерства морского флота СССР.

С мая 1969 года — на пенсии.
Александр Александрович Афанасьев умер 3 мая 1991 года в Москве. Похоронен на Троекуровском кладбище.

## Награды
- Три ордена Ленина;
- Орден Трудового Красного Знамени;
- Орден Красной Звезды.

## Труды
Афанасьев А. А. На гребне волны и в пучине сталинизма. — М.: РосКонсульт, 2003. — 416 с. — ISBN 5-89805-042-6.